# Artéria subescapular
A artéria subescapular é uma artéria que vasculariza o membro superior. Ela se origina da porção mais distal da artéria axilar, lateral e profundamente ao músculo peitoral menor. Na altura do ângulo inferior da escápula, aproximadamente, a artéria subescapular divide-se em seus ramos terminais: a artéria toracodorsal e a artéria escapular circunflexa.